# Locate di Triulzi
Locate di Triulzi es una localidad y comune italiana de la provincia de Milán, región de Lombardía, con 9.004 habitantes.

## Evolución demográfica
| Gráfica de evolución demográfica de Locate di Triulzi entre 1861 y 2001 |
|                                                                         |
| Fuente ISTAT - elaboración gráfica de Wikipedia                         |